# Іст-Ратерфорд
Іст-Ратерфорд (англ. East Rutherford) — місто (англ. borough) в США, в окрузі Берген штату Нью-Джерсі. Населення — 10 022 особи (2020).

## Географія
Іст-Ратерфорд розташований за координатами 40°49′2″ пн. ш. 74°5′6″ зх. д. / 40.81722° пн. ш. 74.08500° зх. д. (40.817097, -74.085024).  За даними Бюро перепису населення США в 2010 році місто мало площу 10,49 км², з яких 9,61 км² — суходіл та 0,89 км² — водойми.

## Демографія
Згідно з переписом 2010 року, у селищі мешкало 8913 осіб у 3792 домогосподарствах у складі 2225 родин. Було 4018 помешкань
Расовий склад населення:
| - 73,0 % — білих - 13,9 % — азіатів - 4,5 % — чорних або афроамериканців - 0,2 % — корінних американців - 5,8 % — осіб інших рас |

До двох чи більше рас належало 2,4 %. Частка іспаномовних становила 17,5 % від усіх жителів.
За віковим діапазоном населення розподілялося таким чином: 18,1 % — особи молодші 18 років, 68,4 % — особи у віці 18—64 років, 13,5 % — особи у віці 65 років та старші. Медіана віку мешканця становила 37,8 року. На 100 осіб жіночої статі у селищі припадало 93,0 чоловіків;  на 100 жінок у віці від 18 років та старших — 92,5 чоловіків також старших 18 років.
Середній дохід на одне домашнє господарство  становив 93 248 доларів США (медіана — 78 680), а середній дохід на одну сім'ю — 112 163 долари (медіана — 103 011). Медіана доходів становила 70 639 доларів для чоловіків та 57 992 долари для жінок. За межею бідності перебувало 10,1 % осіб, у тому числі 10,8 % дітей у віці до 18 років та 8,8 % осіб у віці 65 років та старших.
Цивільне працевлаштоване населення становило 4926 осіб. Основні галузі зайнятості: освіта, охорона здоров'я та соціальна допомога — 22,5 %, науковці, спеціалісти, менеджери — 15,9 %, виробництво — 9,6 %, фінанси, страхування та нерухомість — 8,5 %.

## Спорт
У Іст-Ратерфорді є три професіональні спортивні команди: «Нью-Джерсі Нетс», є членом Національної баскетбольної асоціації, «Нью-Йорк Джаєнтс» і «Нью-Йорк Джетс» — професіональні команди з американського футболу, члени Національної футбольної ліги.
До 2007 році, «Нью-Джерсі Девілс» грали в містечку.